# Hendel Butoy
Hendel Butoy est un réalisateur et directeur de l'animation américain, né le 15 décembre 1958 au Brésil de parents roumain et hongrois.

## Filmographie

### En tant que réalisateur
- 1990 : Bernard et Bianca au pays des kangourous avec Mike Gabriel
- 1999 : Fantasia 2000 avec James Algar, Don Hahn, Eric Goldberg (animateur), Gaëtan et Paul Brizzi et Pixote Hunt

### En tant qu'animateur ou directeur de l'animation
- Rox et Rouky
- Taram et le Chaudron magique
- Oliver et Compagnie
- Basil, détective privé

## Nominations et récompenses
Il a remporté le Los Angeles Film Critics Association Award for Best Animated Film pour Bernard et Bianca au pays des kangourous en 1990.